# Eelderwolde
Eelderwolde – miasto w Holandii, w prowincji Drenthe, w gminie Tynaarlo.